# The Pagan Queen
The Pagan Queen es una película dramática y de fantasía de 2009 dirigida por el alemán Constantin Werner. La película combina realismo con elementos fantásticos y está basada en la leyenda de Libuše, la reina tribal checa de Bohemia del siglo VIII que imaginó la ciudad de Praga y fundó la primera dinastía checa con un granjero llamado Přemysl, el labrador.

## Reparto
| Papel                   | Actor                |
| ----------------------- | -------------------- |
| Libuše                  | Winter Ave Zoli      |
| Přemysl                 | Csaba Lucas          |
| Vlasta                  | Lea Mornar           |
| Kazi                    | Veronika Bellová     |
| Teta                    | Vera Filatova        |
| Vršovec                 | Marek Vašut          |
| Domaslav                | Pavel Kříž           |
| Ctirad                  | Mirek Hrabě          |
| El emisario de Vyšehrad | Daniel Brown         |
| Krok                    | Ivo Novák            |
| Šárka                   | Mirka Koštanová      |
| Roxhon                  | Marko Ingonda        |
| Herrrero                | Jan Pavel Filipenský |

## Inspiraciones
El guion en inglés del escritor y director irlandés Lance Daly y el director Constantin Werner se basó en los románticos cuentos de hadas alemanes de los siglos XVIII y XIX y en obras de teatro de Johann Karl August Musäus, Clemens Brentano y Franz Grillparzer, quienes enfatizan los elementos sobrenaturales de la historia y los combinan con psicología y filosofía, así como en la publicación de 1894 Antiguas leyendas bohemias (Staré pověsti české) del autor checo Alois Jirásek.
La película recrea el período pagano y precristiano de la llamada Edad Media y muestra la transición de un matriarcado pagano a un patriarcado moderno. Es también una apasionante historia de amor entre dos amantes de distinto estatus social, una reina y un labrador, que se conocen en una época en la que las viejas costumbres de las tribus eslavas estaban llegando a su fin.

## Estreno
La película se estrenó en el Festival de Cine Fantástico de Estepona (España) de octubre de 2009, donde ganó el premio Unicornio de Plata a la mejor música de película original.
Fue estrenada en cines en la República Checa en octubre de 2009 por Atyp Film, donde estuvo en cartelera hasta enero de 2010. Desde entonces se ha vendido a más de una docena de países. Fue lanzado en Rusia y los países de habla rusa en DVD en noviembre de 2009 por Lizard Trade y en Estados Unidos el 29 de junio de 2010 por Vanguard Cinema. Fue lanzada en los países de habla alemana el 9 de septiembre de 2010 por Eurovideo y en Australia y Nueva Zelanda el 23 de febrero de 2011 por Gryphon Entertainment.
La acogida crítica en la República Checa fue muy negativa. Muchos críticos checos como Frantisek Fuka atacaron todos los aspectos de la película, algunos incluso el color del cabello de la actriz principal, ya que no sentían que la película representara su visión tradicional de la historia y los personajes. La película también fue rechazada por el Festival Internacional de Cine de Karlovy Vary.
En Estados Unidos la recepción de la película fue mucho mejor. Ian Jane de AV Maniacs la llamó "una película muy bien hecha con un hermoso trabajo de cámara y excelentes actuaciones. Juega con algunos temas interesantes de manera bastante efectiva y crea un tipo de película decididamente diferente"y el Pagan Newswire Collective la llamó "una mirada hermosa y realista al paganismo medieval temprano".